# Дюбкьер, Лоне
Лоне Дюбкьер (дат. Lone Dybkjær, урождённая Винсентс, Vincents; 23 мая 1940, Копенгаген — 20 июля 2020, Копенгаген, Дания) — датский политический и государственный деятель. Член партии «Радикальная Венстре». Депутат Европейского парламента (1994—2004). Министр экологии Дании (1988—1990). Депутат фолькетинга (1973—1977, 1979—1994 и 2005—2011).

## Биография
Родилась 23 мая 1940 года в Копенгагене или Фредериксберге. Родители: архитектор Кристиан Винсентс (Kristian Vincents; 1906—?) и Эльсе, урождённая Йенсен (Else Jensen; 1902—?).
В 1964 году окончила  факультет гражданского строительства Датского технического университета.
В 1964—1966 годах — секретарь Академии технических наук (Akademiet for de Tekniske Videnskaber, ATV), в 1966—1970 годах — секретарь Комитета медицинской техники Академии технических наук, в 1970—1977 годах — руководитель секретариата Датского технического университета, в 1978—1979 годах — консультант Геотехнического института Академии технических наук.
В 1998—2001 годах — председатель отраслевого исследовательского института Arbejdsmiljøinstituttet при Министерстве занятости.
С 2000 года — сопредседатель Азиатского женского университета в Бангладеш.
С 2006 года — член правления неправительственной организации Oslo Center, организованной бывшим премьер-министром Норвегии Хьеллем Магне Бунневиком.
В 2011 году перенесла рак молочной железы.

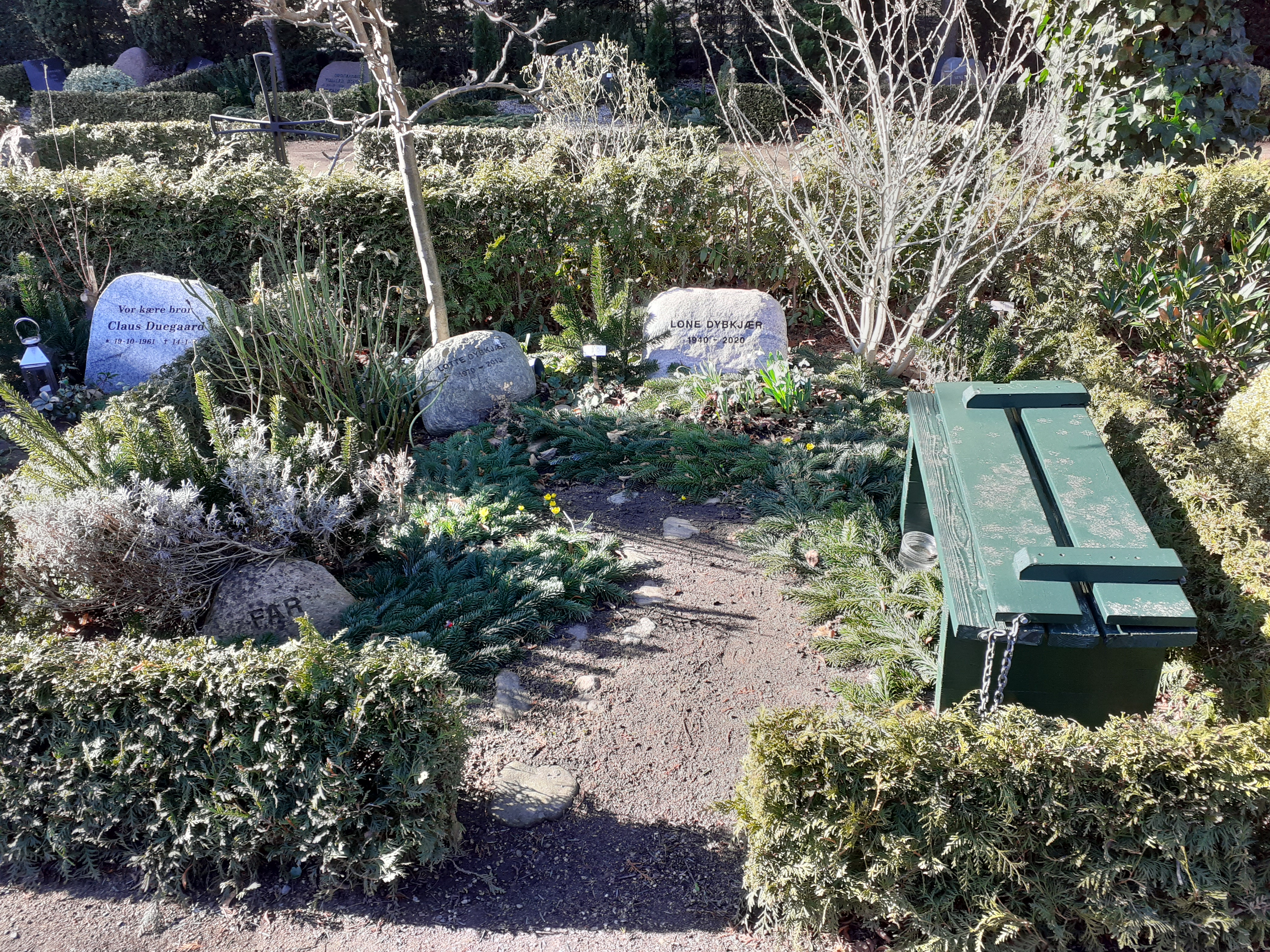
Могила Лотте (1970—2013) и Лоне Дюбкьер на кладбище церкви Хольмен в Копенгагене

Умерла от рецидива рака 20 июля 2020 года в возрасте 80 лет. Похоронена рядом с дочерью Лотте на кладбище церкви Хольмен в Копенгагене. В церемонии прощания в церкви Хольмен приняли участие лидер партии «Радикальная Венстре» Мортен Эстергор, лидер Социалистической народной партии Пиа Ольсен Дюр и лидер партии «Социал-демократы», премьер-министр Метте Фредериксен.

## Политическая карьера
По результатам парламентских выборов 1973 года избрана депутатом фолькетинга от партии «Радикальная Венстре» в Восточном избирательном округе. Переизбрана на выборах 1975 года. Баллотировалась на выборах 1977 года, но не была избрана.
По результатам парламентских выборов 1979 года избрана депутатом фолькетинга от партии «Радикальная Венстре» в избирательном округе амта Копенгаген. Переизбиралась на выборах 1981, 1984, 1987, 1988 и 1990 годов.
3 июня 1988 года назначена министром экологии в коалиционном правительстве под руководством Поуля Шлютера. Правительство ушло в отставку 18 декабря 1990 года.
По результатам выборов 1994 года избрана депутатом Европейского парламента. Была членом бюро фракции «Европейская либерально-демократическая и реформистская партия». Переизбрана на выборах 1999 года.
По результатам парламентских выборов 2005 года избрана депутатом фолькетинга от партии «Радикальная Венстре» в Западном избирательном округе.
По результатам парламентских выборов 2007 года избрана депутатом фолькетинга в избирательном округе Копенгаген.

## Личная жизнь
В 1964 году вышла замуж за инженера Иба Дюбкьера (Ib Dybkjær; 1939–2015). Развелась в 1980 году. Родила двух дочерей: Лотте (1970–2013) и Метте (род. 1973).
В 1994 году вышла замуж за лидера «Социал-демократов» и премьер-министра (1993—2001) Поуля Нюрупа Расмуссена.